# Hampstead (Nuevo Brunswick)
Hampstead es una parroquia canadiense situada en la provincia de Nuevo Brunswick.

## Superficie
Hampstead tiene una superficie de 212,39 km².

## Demografía
En 2021, tenía 288 habitantes, una densidad poblacional de 1,4 hab./km², y 167 viviendas.